# Wierzbnik (gmina w guberni radomskiej)
Wierzbnik (do 1870 Starachowice, od 1916 Styków) – dawna gmina wiejska istniejąca w latach 1870–1916 w guberni radomskiej. Siedzibą władz gminy była osada miejska Wierzbnik.
Gmina Wierzbnik powstała 13 stycznia 1870 w powiecie iłżeckim w guberni radomskiej w związku z przemianowaniem gminy Starachowice na Wierzbnik, po przyłączeniu do niej pozbawionego praw miejskich Wierzbnika.
Odtąd w skład gminy wchodziły: Brody, Dziurów, Herkules (kopalnia), Jabłonna, Kuczów, Krzyżowa Wola, Michałów, Ruda, Styków, Starachowice, Świrta, Wanacya Rządowa i Księża i Wierzbnik. Powierzchnia wynosiła 11506 mórg a gmina liczyła w 1893 roku 5263 mieszkańców.
18 sierpnia 1916 roku z gminy wyłączono Wierzbnik, któremu przywrócono prawa miejskie (przekształcając go w odrębną gminę miejską). 1 listopada 1916 r. z pozostałej części gminy Wierzbnik utworzono gminę Styków, w której skład weszła też większa część dawnej gminy Lubienia.